# Die Angestellten
Die Angestellten (Untertitel: Aus dem neuesten Deutschland) ist ein Buch von Siegfried Kracauer aus dem Jahr 1930. Es wurde in viele Sprachen übersetzt und zählt zu den klassischen Schriften der Soziologie, obwohl es von der Fachwissenschaft weniger rezipiert wurde als von der nichtsoziologischen Öffentlichkeit. Kracauer schildert im Buch die von den Betroffenen unbemerkte Proletarisierung und die ideologische „Obdachlosigkeit“ der Angestellten.

## Entstehungsgeschichte, Struktur und Methode

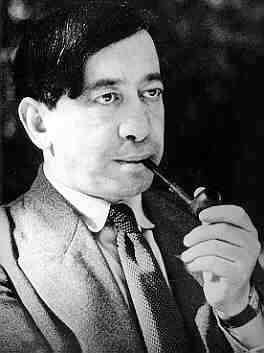
Siegfried Kracauer (vor 1925)

Der Text erschien 1929/30 zuerst in Fortsetzungen im Feuilleton der Frankfurter Zeitung, für die Kracauer seit 1921 schrieb. Zunächst war er fester freier Mitarbeiter gewesen, dann seit 1924 Redakteur in Frankfurt. Ab 1929 hielt sich Kracauer in Berlin auf und recherchierte für seine Untersuchung. 1930 übernahm er dann die Leitung des Kulturressorts der Zeitung in der Hauptstadt. Im Oktober 1929 war die Studie abgeschlossen, aber Widerstände innerhalb der Zeitung verzögerten ihre Veröffentlichung. Dass der Abdruck des Textes schließlich im Dezember 1929 beginnen konnte, war vor allem den Interventionen des Feuilletonchefs in der Frankfurter Hauptredaktion, Benno Reifenberg, zu verdanken, der dem Herausgeber der Zeitung, Heinrich Simon, schrieb: „Eine Sensation ist in unsere Hände gegeben“. Das Interesse an der Studie war so groß, dass sie unmittelbar nach Ende des Vorabdrucks im Januar 1930 auch als Buch erschien, das Kracauer Reifenberg widmete.
Neben der Auswertung einschlägiger Publikationen zur Angestelltenproblematik waren es journalistische Erkundungstechniken, die der Untersuchung ihre breite Materialbasis gaben. Während seiner Recherchen nahm Kracauer typische Stätten des Lebens und Arbeitens von Angestellten in Berlin in Augenschein und führte Gespräche mit Angestellten sowie Vertretern von Verbänden, Unternehmen und Behörden. Das Buch ist als eine Tatbestandsaufnahme in konstruktiver Absicht angelegt. Theoretische Erkenntnisse sollten sich aus dem Material selbst, also aus der Darstellung exemplarischer Fälle ergeben.
Die Studie beschränkt sich auf die sozialökonomischen Verhältnisse in den Großbetrieben und die kulturellen Verhältnisse in Berlin. Als Schichtanalyse ist sie zugleich die Erkundung des modernen Großstadtlebens. Damit begab sich Kracauer bei seinen Recherchen laut Arnold Schmieder methodisch gleichsam „barfußsoziologisch“ auf ein Terrain, das ihm unbekannter schien als das Leben primitiver Volksstämme. Damit nahm er neuere Studien der Qualitativen Sozialforschung vorweg. Die Monographie über die Angestellten markiert in Kracauers publizistischem Werk, so Henri Band, „den Höhepunkt seines ab Mitte der zwanziger Jahre vollzogenen Überganges von einer philosophisch deutenden Kulturkritik zu einer lebensweltlich und alltagssoziologisch orientierten Beobachtung und Analyse moderner Kulturphänomene.“

## Inhalt
Die einzelnen Folgen der Zeitungsserie bzw. Kapitel bestehen aus einer Montage von Szenen, Gesprächssequenzen, Beobachtungen, Dokumenten, Ortsbeschreibungen und kritischen Kommentaren.
Zwischen Vorwort und dem ersten Essay sind zwei Szenen eingefügt, die die lebensweltlichen Pole des Angestelltendaseins und das thematische Spannungsfeld der Arbeit umreißen. In der ersten Szene klagt eine entlassene Angestellte vor dem Arbeitsgericht auf Weiterbeschäftigung oder Abfindung. Vertreter der beklagten Firma ist ein Abteilungsleiter und früherer Vorgesetzter der Klägerin. Die Entlassung wird von ihm unter anderem mit der Aussage gerechtfertigt: „Die Angestellte wollte nicht als Angestellte behandelt werden, sondern als Dame.“ In der zweiten Szene betritt ein eleganter Herr, zweifellos ein höherer Konfektionär, abends den Vorraum eines weltstädtischen Vergnügungsetablissements. In seiner Begleitung ist eine Freundin, der auf den ersten Blick anzusehen ist, dass sie tagsüber acht Stunden hinter dem Ladentisch steht. Die Garderobenfrau wendet sich mit den Worten an sie: „Wollen gnädige Frau nicht den Mantel ablegen?“

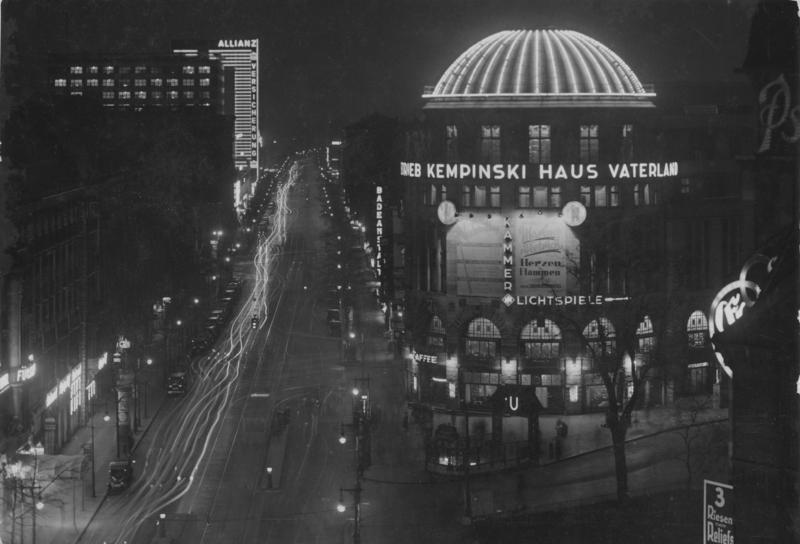
Freizeitkulturelles „Obdachlosenasyl“: Haus Vaterland in Berlin, 1932

In den folgenden Kapiteln wird exemplarisch beschrieben, wie sich die für das Leben der Angestellten typische Symbiose von rationalisierter Arbeitswelt, urbanem Milieu, massenmedialer Öffentlichkeit und inszenierter Zerstreuungskultur darstellt. Beleuchtet werden die psychischen und physischen Auslese- und Normierungsprozesse, die Mechanisierung der Angestelltenarbeit und ihre Folgen, die Umwertung der sozialen Anerkennung von Generationen, die gemeinschaftskulturellen Aktivitäten der Großunternehmen, das bürgerliche Geltungsstreben vieler Angestellter, geglückte und missglückte Anpassungsversuche von Angestellten an die Forderungen der Wirtschaft. Die Existenz der Angestellten Ende der 1920er-Jahre ist laut Kracauer durch einen Widerspruch zwischen ihrer proletarisierten Lage und ihrem weiterhin von bürgerlichen und mittelständischen Werten geprägten Bewusstsein charakterisiert. Die Mehrheit von ihnen sei „geistig obdachlos“ geworden. Das fördere eine eskapistische Einstellung, der die Kulturindustrie durch die Bereitstellung freizeitkultureller „Obdachlosenasyle“ zuarbeite.
Die „Angestelltenkultur“ sei eine Kultur der Aufrechterhaltung des Scheins einer intakten Bürgerlichkeit bzw. der Übernahme von Wert und Lebensstilmustern der Oberschichten. Der Kultur- und Sportbetrieb ermögliche die Flucht aus dem Alltag und führe zur Verdrängung eines die Realität erkennenden Bewusstseins. Die Entstehung einer kollektiven Identität, die auf Umgestaltung der sozialen Verhältnisse ziele, werde so blockiert. Das Angestelltenkollektiv sei eine Fehlkonstruktion. Der abschließende Satz des Buches lautet: „Es kommt nicht darauf an, daß die Institutionen geändert werden, es kommt darauf an, daß Menschen die Institutionen ändern.“

## Rezeption
Die zeitgenössische Resonanz des Angestelltenbuches war vor allem in der außerwissenschaftlichen Öffentlichkeit groß. Das blieb laut Henri Band bis in die Gegenwart so. Als unbestrittener Klassiker der Angestelltensoziologie gilt das Buch heute nur unter Nichtsoziologen. Mitunter wurde der Studie der wissenschaftliche Charakter gänzlich abgesprochen. Die nach dem Zweiten Weltkrieg in Deutschland wieder entstandene Angestelltensoziologie ignorierte das Buch völlig, zur damaligen These einer nivellierten Mittelstandsgesellschaft (Schelsky) standen Kracauers Aussagen quer. Im seltsamen Kontrast dazu stand 1959 eine Neuauflage des Buches als Band I der Reihe „Klassiker der Umfrageforschung“ durch den Allensbacher Verlag für Demoskopie. Band hält die Rubrizierung für wenig stimmig, doch sei damit der Klassizität der Untersuchung erstmals offiziell beglaubigt worden.
Schmieder betont die anhaltende Aktualität der Studie an den bereits in ihr behandelten Themen Überqualifikation bei entsprechend niedrigem Berufsstatus und Verdienst; Schliche der Menschenführung unter der Vorwand, es geschehe alles zu ihrem Wohle; zwischenmenschliches Verhalten, das man heute Mobbing nennt; die Perspektivlosigkeit älterer entlassener Angestellter; die Privilegien höherer, meist männlicher Mitarbeiter, die durch langfristige Verträge und hohe Abfindungssummen abgesichert sind; das Umgehen und den Abbau sozialstaatlicher Sicherungen und Tarifverträge.
Bald nach Erscheinen des Buches äußerte sich Walter Benjamin unter der Überschrift „Politisierung der Intelligenz“ zur Studie und befand: „Der Wirklichkeit wird so sehr zugesetzt, daß sie Farbe bekennen und Namen nennen muß“. Kracauer spiele nicht mehr mit, das Entlarven sei ihm zur Passion geworden. Es handele sich bei ihm nicht um einen praktischen Agitator, sondern um einen, der dialektisch ins Dasein der Angestellten eingedrungen sei. Die Frage „Wie entsteht aus den Widersprüchen einer ökonomischen Situation ein ihr unangemessenes Bewusstsein?“ durchziehe die Arbeit und sei zugleich „Markstein auf dem Wege der Politisierung der Intelligenz“.
Das Buch gehörte zu den Schriften, die 1933 öffentlich verbrannt wurden.

## Ausgaben
- Die Angestellten. Aus dem neuesten Deutschland. Frankfurter Societäts-Druckerei, Frankfurt am Main 1930.
- Die Angestellten. Eine Schrift vom Ende der Weimarer Republik. Mit einem Geleitwort von Everett C. Hughes, 3. unveränderte Auflage, Verlag für Demoskopie, Allensbach/Bonn 1959.
- Die Angestellten. Aus dem neuesten Deutschland. Mit einer Rezension von Walter Benjamin, Suhrkamp, Frankfurt am Main 1971, ISBN 978-3-518-06513-6 (6. Auflage 1993, ISBN 978-3-518-36513-7).
  - Italienische Ausgabe: Gli impiegati. Übersetzung von Anna Solmi, Vorwort von Luciano Gallino, Einaudi, Turin 1980 (Nuovo Politecnico, 117): Neue Ausgabe, Vorwort von Maurizio Guerri, Meltemi, Mailand 2020.
  - DDR-Ausgabe: Die Angestellten. Kulturkritischer Essay. Kiepenheuer, Leipzig/Weimar 1981 (Lizenzausgabe des Suhrkamp-Verlages).
  - Englische Ausgabe: The salaried masses. Duty and distraction in Weimar Germany. Übersetzt von Quintin Hoare, Verso, London/New York 1998, ISBN 1-85984-187-2.
  - Spanische Ausgabe: Los empleados. Un aspecto de la Alemania más reciente. Übersetzt von Miguel Vedda, Gedisa Ed., Barcelona 2008, ISBN 978-84-9784-128-3.
  - Französische Ausgabe: Les Employés. Übersetzt von Claude Orsini, Les Belles lettres, Paris 2012, ISBN 978-2-251-20017-0.
  - Rumänische Ausgabe: Salariații. Din Germania cea mai recentă. Übersetzt von Maria-Magdalena Anghelescu, Tact Ed., Cluj-Napoca 2012, ISBN 978-606-92978-3-4.
  - Slowenische Ausgabe: Uslužbenci. Poročilo iz najnovejše Nemčije. Übersetzt von Anja Naglič, Založba, Ljubljana 2013, ISBN 978-961-257-057-6.
  - Russische Ausgabe: Služaščie. Iz žizni sovremennoj Germanii. Kabinetnyj yčenyj, Ekaterinburg 2015, ISBN 978-5-7525-2978-8.
  - Portugiesische Ausgabe: Os empregados. Übersetzt von Manuela Gomes, Antígona, Lissabon 2015, ISBN 978-972-608-266-8.
  - Bulgarische Ausgabe: Detektivskijat roman/Služitelite. Übersetzt von Stilijan Jotov, Agata, Sofia 2016, ISBN 978-954-540-111-4 (zusammen mit der Übersetzung von Der Detektivroman).
  - Chinesische Ausgabe: 雇员们 : 来自最新德国 (Gu yuan men. Lai zi zui xin de guo), Übersetzt von Jing Li, Peking University Press, Peking 2017, ISBN 978-7-301-28248-9.